# Ivan Triesault
Ivan Triesault est un acteur et danseur américain, d'origine estonienne, né à Reval, aujourd'hui Tallinn (Estonie), le 1er juillet 1898 (13 juillet dans le calendrier grégorien); mort à Los Angeles (États-Unis), le 3 janvier 1980.

## Biographie
Arrivé aux États-Unis en 1916, il se produit comme danseur à New York, se forme au métier d'acteur et de danseur, puis après un bref passage à Broadway, il entame une carrière au cinéma, où il incarne souvent des officiers étrangers ou des personnages peu sympathiques.

## Filmographie partielle

### Au cinéma
- 1943 : Hostages de Frank Tuttle : Franta
- 1943 : The Strange Death of Adolf Hitler de James P. Hogan : le prince Hohenberg
- 1944 : The Black Parachute de Lew Landers : colonel Pavlec
- 1944 : In Our Time de Vincent Sherman
- 1944 : Cry of the Werewolf de Henry Levin : Jan Spavero
- 1945 : Fuite dans la brume (Escape in the Fog) de Oscar Boetticher Jr. : Hausmer
- 1946 : Les Enchaînés (Notorious) de Alfred Hitchcock : Eric Mathis
- 1947 : Les Anneaux d'or (Golden Earrings) de Mitchell Leisen : Maj. Reimann
- 1949 : L'Homme de main (Johnny Allegro) de Ted Tetzlaff
- 1949 : Bastogne (Battleground) de William A. Wellman : le capitaine allemand
- 1950 : Chasse aux espions (Spy Hunt) de George Sherman
- 1951 : My True Story de Mickey Rooney : Alexis Delios
- 1952 : Les Ensorcelés (The Bad and the Beautiful) de Vincente Minnelli : Von Ellstein
- 1952 : L'Affaire Cicéron (Five Fingers) de Joseph L. Mankiewicz : Steuben
- 1953 : La Reine vierge (Young Bess) de George Sidney : Danish Envoy
- 1953 : Le Justicier impitoyable (Back to God's Country) de Joseph Pevney : Reinhardt
- 1954 : Les Rebelles (Border River) de George Sherman : baron Kurt von Hollden
- 1954 : La Charge des lanciers (Charge of the lancers) de William Castle : Dr Manus
- 1954 : Les Fils de Mademoiselle (Her Twelve Men) de Robert Z. Leonard : Erik Haldeman
- 1957 : Les espions s'amusent (Jet Pilot) de Josef von Sternberg : le général Langrad
- 1958 : Tonnerre sur Berlin (Fräulein) de Henry Koster
- 1960 : L'Incroyable Homme invisible (The Amazing Transparent Man) de Edgar G. Ulmer : Dr Peter Ulof
- 1961 : Barabbas (Barabba) de Richard Fleischer : L'Empereur
- 1962 : C'est arrivé à Athènes (It Happened in Athens) d'Andrew Marton
- 1964 : L'Amour en quatrième vitesse (Viva Las Vegas) de George Sidney : le maître d'hôtel

### À la télévision
- 1956 : Crusader
- 1962 : Escapade in Florence : professeur Levenson
- 1967-1968 : Les Mystères de l'Ouest (The Wild Wild West), de Michael Garrison (série)
  - La Nuit des Tireurs d'élite (The Night of the Surreal McCoy), saison 2 épisode 23, de Alan Crosland Jr. (1967) : Ambassadeur
  - La Nuit des Cosaques (The Night of the Cossacks), saison 4 épisode 22, de Mike Moder (1968) : Bishop Kucharyk